# Leninkent
Leninkent (in russo Ленинкент?; in lingua cumucca: Атлыбоюн) è un insediamento di tipo urbano della Russia situato nel Daghestan. Fa parte del distretto urbano della città di Machačkala.